# Mic Drop (canción)
«Mic Drop» (estilizada como «MIC Drop») es una canción grabada en dos idiomas (coreano y japonés) por el grupo surcoreano BTS. Supreme Boi, «Hitman» Bang, J-Hope, RM y Pdogg la escribieron en sus dos versiones, mientras que este último se encargó de la producción. En un principio, el tema en coreano formó parte de su quinto EP Love Yourself: Her (2017) como un lado B y posteriormente, el DJ estadounidense Steve Aoki hizo una remezcla que contó con la participación del rapero Desiigner, para el que colaboraron los mismos compositores con ayuda adicional de Aoki, Desiigner, Tayla Parx, Flowsik y Shae Jacobs. La compañía Big Hit lo lanzó como sencillo el 24 de noviembre de 2017 y, en conjunto con la discográfica RED, lo distribuyó en el formato de hit contemporáneo de la radio en Estados Unidos el 5 de diciembre del mismo año. Universal Music Japan publicó la grabación en japonés un día después como un sencillo triple lado A. Pertenece a los géneros EDM y trap con tendencias hip hop cuya letra celebra los logros de BTS. 
En general, «Mic Drop» recibió comentarios favorables por parte de los críticos, quienes elogiaron su ritmo, sonido y estilos musicales, y la eligieron como un tema destacado de Love Yourself: Her. Comercialmente, la remezcla debutó en el número veintiocho en la Billboard Hot 100 y se convirtió en la primera canción de la banda en estar entre los cuarenta principales de la lista. También entró en el puesto 33 en Francia, 37 en Canadá, 46 en el Reino Unido, 50 en Australia y 71 en Alemania. La versión en japonés encabezó tanto la Oricon Singles Chart como la Japan Hot 100 y para el final de 2017 fue el decimotercer sencillo con mayor número de ventas en Japón en ese año. Posteriormente recibió un disco de platino en Estados Unidos, de oro en Australia y doble disco de platino en Japón.
Se filmaron dos videos musicales para promocionar «Mic Drop»; ambos muestran al grupo interpretando una coreografía enérgica en diversos escenarios. Woogie Kim dirigió el clip para el tema en coreano, que se estrenó en el canal de YouTube de Big Hit, en tanto que su contraparte en japonés se publicó en la cuenta de Universal Music Japan el 5 de diciembre de 2017. Tras el lanzamiento de Love Yourself: Her, BTS apareció en varios programas de música surcoreanos, entre ellos M! Countdown, Music Bank e Inkigayo. Después promovió la remezcla con presentaciones en The Ellen DeGeneres Show, Jimmy Kimmel Live! y Saturday Night Live, entre otros.

## Antecedentes y lanzamiento
Originalmente, «Mic Drop» se incluyó como lado B en el EP Love Yourself: Her, lanzado el 18 de septiembre de 2017; sin embargo, el 7 de noviembre se anunció la publicación de la remezcla del tema, realizada por el DJ Steve Aoki y en la que también participó el rapero estadounidense Desiigner. Previamente, BTS obtuvo reconocimiento en Estados Unidos después de ganar en la categoría al mejor artista en redes sociales en los Billboard Music Awards, puesto que se convirtió en el primer grupo de K-pop en ser nominado y recibir el premio. En una entrevista con la revista Billboard, Desiigner comentó que había conocido a la banda en el evento y rápidamente se involucró en la colaboración.
El 24 de noviembre de 2017, Big Hit sacó al mercado «Mic Drop» en los formatos de descarga digital y streaming en varios países, como el segundo sencillo de Love Yourself: Her, y en conjunto con la discográfica RED Music lo distribuyeron como hit contemporáneo de la radio en Estados Unidos el 5 de diciembre del mismo año. Posteriormente, una grabación extendida de la remezcla se agregó en el álbum recopilatorio del grupo Love Yourself: Answer (2018). Por otro lado, Universal Music Japan lanzó las versiones en japonés tanto de la canción —que después formó parte de su tercer álbum de estudio en japonés Face Yourself (2018)— como de «DNA», junto con un nuevo tema original llamado «Crystal Snow», para el octavo álbum sencillo de BTS en ese idioma. Además, el mismo día reveló que saldrían a la venta cuatro ediciones en CD en Japón, una regular y tres limitadas: la A, que tenía un DVD con el video musical del tema y un clip de su coreografía; la B, que contenía un DVD con el detrás de escenas del rodaje de «Mic Drop» y el «Making of Album Jacket Photos»; y la C, que incluía un libro de fotografías de 36 páginas.

## Composición y letras
Musicalmente, la versión original de «Mic Drop» es una canción groovy hip hop apoyada por un bajo intenso y samples de disparos, en tanto que la remezcla incluye sintetizadores EDM y ritmos trap sobre la melodía hip hop inicial. En términos de la notación musical, la primera fue compuesta en la clave de fa sostenido mayor, mientras que la segunda está en la sostenido menor; ambas tienen un tempo de 170 pulsaciones por minuto y una duración de tres minutos con cincuenta segundos. Para esta última se lanzaron dos grabaciones: la de estudio, que contó con la colaboración vocal de Desiigner y se publicó en plataformas digitales y de streaming, y la que acompaña al video musical, en la que se reemplazó la introducción del rapero con los versos del tema en coreano. Supreme Boi, «Hitman» Bang, los miembros de BTS J-Hope y RM, y Pdogg —quien también estuvo a cargo de la producción— escribieron las versiones en coreano y en japonés. Los mismos compositores también crearon la remezcla, con letras adicionales de Aoki, Desiigner, Tayla Parx, Flowsik y Shae Jacobs. Fue producido principalmente por Aoki con participación complementaria de Pdogg, quien además se desempeñó como ingeniero de grabación e hizo los coros junto a Jungkook, Supreme Boi, Docskim y Hiss Noise. Jaycen Joshua se encargó de la mezcla con asistencia de David Nakaj y Ben Milchev en Larrabee Sound Studios, North Hollywood, Los Ángeles, y Randy Merrill realizó la masterización en el estudio Sterling Sound en Nueva York.

El DJ estadounidense de electro house Steve Aoki (en la imagen) produjo la remezcla de «Mic Drop».

«Mic Drop» incorpora cadencias similares a las que usa Lil Wayne y una línea de percusión «oscura» en su composición. Al contrario del estilo de música drop y house característico de Aoki, el tema usa una producción uptempo «saturada» que reitera su ritmo inicial con trap y una línea de sintetizador palpitante. La instrumentación consta de teclados, sintetizadores y guitarras. Además, es guiada por patrones de batería y contiene un cántico repetitivo de la banda. El verso de apertura incluye el «habla rápida» de Desiigner, seguido de voces sobre las que se hace un uso intensivo de auto-tune y estrofas «súper agresivas» en inglés cantadas por el grupo.
De acuerdo con RM, la canción estuvo inspirada en el mic drop del expresidente de Estados Unidos Barack Obama en su última cena de corresponsales de la Casa Blanca en 2016.  En una entrevista, Desiigner dijo: «Lo que ["Mic Drop"] significa para mí es definitivamente como cuando de manera realmente asombrosa y tremenda arrasas con el ritmo. Y después de eso solo sueltas el micrófono. Simplemente sabes que hiciste lo tuyo». En la letra, BTS celebra su popularidad global mientras narra su arduo trabajo y numerosos logros, con líneas como Another trophy, my hands carry 'em / Too many that I can't even count 'em (turn it up now) / Mic drop, mic drop / Be careful of your feet, be careful of what you say («Otro trofeo, mis manos cargan / son demasiados que ni siquiera puedo contarlos / cae el micrófono, cae el micrófono / cuidado con tus pies, cuidado con lo que dices»).

## Recepción

### Comentarios de la crítica
Tras su lanzamiento, «Mic Drop» recibió reseñas generalmente favorables por parte de los críticos musicales. Por ejemplo, Chester Chin para The Malaysia Star la proclamó una «muestra magnífica de destreza artística» así como una «canción explosiva y amenazante». Jeff Benjamin de Fuse alabó la cohesión en su diversidad musical y escribió que la remezcla de Steve Aoki «no fue únicamente brillante por su combinación de diferentes géneros y estilos, sino también por cómo todos esos elementos se realzan unos a otros». Además, añadió que «el flow ridículamente asombroso de Desiigner se adecúa perfectamente a la arrogancia de BTS, todo respaldado por un ritmo mainstream de Aoki». Por su parte, Taylor Glasby para Clash se refirió al tema como un «cebo abrasador para los haters» y consideró que era el «sonido atípico» de Love Yourself: Her, mientras que Rhian Daly de NME lo describió como «una canción de rap llena de swag y de sus propios momentos para soltar el micrófono». Dam-young Hong de The Korea Herald afirmó que era «una obra de arte que ofrece a los oyentes un destello de las huellas que BTS ha dejado en la escena K-pop en los últimos meses». Asimismo, la periodista Sunmi Ahn realizó un artículo para la misma publicación donde destacó tanto su producción como su contenido lírico y comentó que «con un ritmo estupendo y letras inteligentes pero francas, es una canción que expone cómo BTS llegó a la cima». Do-heon Kim de IZM señaló el riff de guitarra «agresivo» en la producción y lo comparó con el del grupo surcoreano de los años 90 Seo Taiji and Boys, en tanto que Mike Nied de Idolator calificó a «Mic Drop» como «una de las grabaciones que tienen más peso en un álbum de éxitos pop iridiscentes».
En una nota para Vulture, Kim Youngdae y Park T.K. mencionaron que «el ritmo es distintivo, lo que hace que cada parte del tema sea reconocible instantáneamente». Jon Caramanica de The New York Times compartió una perspectiva similar, ya que recalcó el sonido como una «melodía fantásticamente aplastante». Caitlin Kelley de Billboard opinó que era una de las mejores canciones de BTS y declaró que su «intensidad es producto de una mezcla potente: un ominoso ritmo trap que arremete contra un presuntuoso lirismo digno de un artista de clase mundial». Emlyn Travis de PopCrush sostuvo que era el «tema hip hop por excelencia de BTS» y observó que evolucionó la música de la banda «mientras mantenía sus raíces intactas». Chris DeVille de Stereogum la tituló de «tensamente agitada», en la que el grupo «nunca deja de sonar como una boy band, incluso cuando libremente se inclina hacia el hip hop». Por otro lado, en una reseña mixta para Spin, Monique Melendez sintió que «Mic Drop» es «inspiradora por su confianza lírica» pero «no cruza ninguna barrera musical».

### Recibimiento comercial
Inicialmente, la versión original de «Mic Drop» debutó en los números diecisiete y catorce en los componentes Digital y Download de la lista Gaon en Corea del Sur, en la semana del 23 de septiembre de 2017. También alcanzó el sexto lugar en la Billboard K-pop Hot 100 y el séptimo en la World Digital Song Sales. En cambio, en Estados Unidos su remezcla llegó a la posición 28 en la Billboard Hot 100 —la primera entrada tanto de un grupo de K-pop como de BTS entre los cuarenta principales del conteo—, estuvo en el cuarto puesto en la US Digital Song Sales y encabezó la World Digital Song Sales.  Asimismo, apareció en la ubicación 37 en la Canadian Hot 100 en Canadá y en la 46 en la UK Singles Chart en Reino Unido. En otros territorios su recepción fue variada; obtuvo la quinta posición en Malasia y se situó entre las cincuenta primeras en Australia,  Corea del Sur, Escocia y Francia, aunque en Alemania estuvo en el número 71. El 3 de febrero de 2018 recibió un disco de oro por parte de la Asociación de Industria Discográfica de Estados Unidos (RIAA) por comercializar 500 000 unidades, de manera que BTS fue el primer grupo coreano en tener una canción certificada en ese país. La misma organización le otorgó la distinción de platino en noviembre del mismo año por ventas equivalentes a un millón de unidades. En abril de 2019 consiguió un disco de oro por la Asociación de Industria Discográfica de Australia (ARIA) y a finales de 2020, la Industria Fonográfica Británica lo certificó con uno de plata.
En Japón, «Mic Drop / DNA / Crystal Snow» lideró la lista Daily Singles Chart de Oricon en su primer día en el mercado con 269 861 copias, se mantuvo en la primera posición por los seis siguientes y finalizó la semana con 365 096 unidades físicas. Con ello la banda se convirtió en el primer artista extranjero en superar la cifra de 300 000 en una semana. Además, estuvo en la cima tanto de la Oricon Weekly Singles como de la Japan Hot 100 y fue el decimotercer sencillo con mayor número de ventas en 2017 en esa nación. El 15 de enero de 2018, la Asociación de Industria Discográfica de Japón (RIAJ) le confirió la certificación de doble platino al superar 500 000 pedidos, lo que convirtió a BTS en el único artista de origen no japonés en lograr esta hazaña para un tema publicado en 2017.

## Videos musicales
Woogie Kim, del estudio GDW, dirigió uno de los videos musicales de «Mic Drop», que se estrenó en el canal oficial de YouTube de Big Hit el 24 de noviembre de 2017 y al que le precedió un tráiler de 59 segundos, que se lanzó el día 16 del mismo mes. En los créditos se listó a Hyunwoo Nam como el director de fotografía y a Cathy Kim como productora. El clip tiene una duración de cuatro minutos e incluye varias tomas con efectos visuales. Inicia con Aoki caminando hacia una consola colocada en una habitación con luces de neón, antes de ser interrumpido para mostrar a los miembros de BTS en una sala de interrogatorios, con múltiples cámaras apuntando hacia ellos mientras permanecen sentados frente a una mesa sobre la que hay algunos micrófonos. A continuación, Aoki se pone un par de audífonos y empieza a mezclar en un tornamesas, J-Hope salta sobre la mesa y se alinea con el resto del grupo para interpretar la coreografía del tema. La filmación es intercalada con secuencias de la banda bailando en diferentes escenarios, en unas lo hace en un cuarto oscuro, con la imagen de Aoki surgiendo en segundo plano, en tanto que en otras está en un pasillo o dentro de una prisión. En el transcurso de la grabación se observa a varias personas con capuchas negras al mismo tiempo que el grupo baila en atuendos de estilo militar y está rodeado por autos en llamas. Hacia el final, la banda desaparece de la sala y Suga suelta el micrófono, entonces se presenta una escena de Aoki quitándose sus audífonos, el fondo se torna negro y el título de la canción sale escrito en rojo. Respecto al ambiente del video musical, el director comentó en una entrevista: «Al escuchar "Mic Drop", lo primero que se me vino a la mente fue que quería encerrar a BTS en una sala de interrogatorios. Después quería enseñar a los espectadores cómo se las arreglaban para escapar y liberarse mediante la música».
Los críticos elogiaron el clip y lo asociaron con el concepto de la rebelión. Por ejemplo, Herman Tamar opinó que las imágenes y referencias militares «evocan la naturaleza rebelde de BTS como un grupo de K-pop cuyas letras —incluyendo las de “Mic Drop”— abordan problemas socioeconómicos». Por su parte, Jennifer Drysdal para Entertainment Tonight se refirió a este como «épico» y alabó la interpretación de la banda al afimar que los integrantes «dominan la pantalla con secuencias de baile electrizantes», mientras que en un artículo para la revista Vice, Phil Witmer lo consideró «objetivamente increíble». Tom Breihan de Stereogum también lo agregó en su conteo de los cinco mejores de esa semana. Por otro lado, en Youtube «Mic Drop» alcanzó diez millones de reproducciones en catorce horas, además de ser el noveno video de K-pop más visto en 2017 en la plataforma.
Un video musical adicional para la versión en japonés de la canción se publicó en la cuenta de Youtube de Universal Music Japan el 5 de diciembre de 2017. El entorno visual es casi idéntico al del remix, a excepción de la figura de Aoki, que se reemplazó por una silueta encapuchada con ojos rojos brillantes.

## Presentaciones en vivo y otros usos

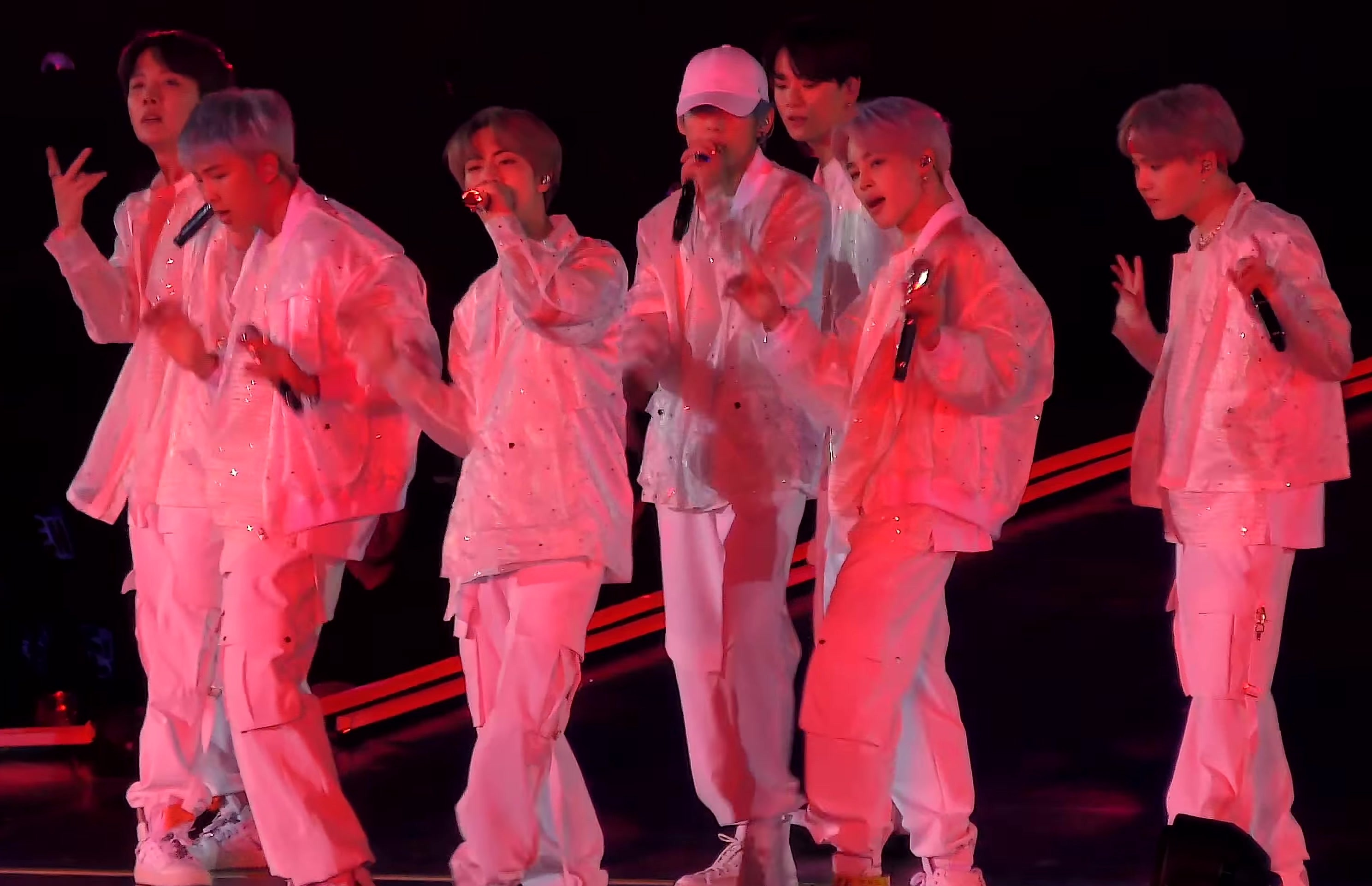
BTS interpretando «Mic Drop» durante la gira Love Yourself World Tour en Hong Kong, el 24 de marzo de 2019.

Después del lanzamiento de Love Yourself: Her, BTS asistió a varios programas de música de Corea del Sur, incluyendo M! Countdown, Music Bank, Inkigayo y Show Champion, para promocionar tanto la versión original de «Mic Drop» como el álbum. Además, interpretó la canción en los festivales de música SBS Gayo Daejeon, el 25 de diciembre de 2017, y MBC Gayo Daejejeon, el 31 de diciembre de 2018. Para este último evento, los integrantes vistieron atuendos rojos y negros similares a los que utilizaron en el video musical. Hacia el final de la presentación, el movimiento de soltar el micrófono de Suga se cambió por un pergamino que mostraba la frase «Feliz año nuevo» escrita en coreano cuando se desplegaba. Asimismo, el 11 de agosto de 2019 la banda cantó el tema en el concierto Lotte Duty Free Family Concert en la Arena de Gimnasia Olímpica en Seúl.
En 2017, BTS estrenó la remezcla de «Mic Drop» en The Ellen DeGeneres Show, el 27 de noviembre, con una actuación «energética», a la que Ryan Reed de Rolling Stone se refirió como «coreografiada intrincadamente». Posteriormente, la mostró en un episodio de Jimmy Kimmel Live!, como parte de la serie de conciertos Mercedes-Benz Live!, en los Mnet Asian Music Awards 2017 en Hong Kong, el 1 de diciembre, y finalmente en el Especial de Año Nuevo de Dick Clark el día 31 del mismo mes. El 13 de abril de 2019, la interpretó nuevamente junto con el sencillo «Boy with Luv» —publicado ese año— en Saturday Night Live, por lo que se convirtió en el primer grupo de K-pop en actuar en SNL. BTS usó prendas casuales y coloridas, de la colección masculina de Virgil Abloh para Louis Vuitton, durante la presentación. Esta obtuvo varios elogios en diversos medios, que la denominaron «una de las apariciones más anticipadas en la historia del programa». Stephen Thompson de NPR escribió: «Muchas bandas pueden parecer extrañamente empequeñezidas por el escenario de SNL en televisión; sin embargo, el sábado por la noche, BTS llenó cada pulgada de la pantalla con movimientos llamativos —coreografía apretada, colores brillantes y energía audaz—». Tyler Watamanuk de GQ destacó «el canto, el baile preciso y el contoneo carismático» y observó el estilo de moda «experto» de la banda en escena. En cambio, Crystal Bell de MTV la calificó como una «coronación fogosa» con un «dance break épico y electrizante», respecto a los miembros añadió: «Por supuesto, pueden ser joviales; pero también son intensos, tienen personalidad y pueden bailar», mientras que en su artículo para Elle, Alyssa Bailey la describió como «realmente sensacional». El 7 de diciembre de 2019, el grupo participó como telonero del concierto iHeartRadio Jingle Ball, en el recinto The Forum en Los Ángeles. Por otro lado, «Mic Drop» formó parte del repertorio de su gira Love Yourself World Tour, que tuvo lugar entre 2018 y 2019. Para las interpretaciones del tema en la extensión Love Yourself: Speak Yourself, los integrantes usaron vestuarios «retrofuturistas» creados por el director artístico de Dior y diseñador de moda Kim Jones para la colección de ropa masculina pre-fall de 2019.
La serie Silicon Valley de HBO incluyó la remezcla en el tráiler de la quinta temporada del programa, en tanto que el patinador uzbeko Misha Ge realizó una presentación con la canción durante la gala de exhibición de patinaje artístico en los Juegos Olímpicos de Invierno de 2018.

## Reconocimientos
| Publicación    | Lista                                                         | Posición | Ref.    |
| -------------- | ------------------------------------------------------------- | -------- | ------- |
| Billboard      | Las 10 mejores remezclas de dance/electrónica de 2017         | —        | [ 107 ] |
| Fuse           | Las 20 mejores canciones de 2017                              | 1        | [ 32 ]  |
| YouTube Rewind | Top 10 de los videos musicales más populares en Corea en 2018 | 3        | [ 108 ] |

| Año  | Ceremonia                 | Premio                    | Resultado | Ref     |
| ---- | ------------------------- | ------------------------- | --------- | ------- |
| 2018 | Radio Disney Music Awards | Mejor canción para bailar | Ganador   | [ 109 ] |
| 2018 | Soompi Awards             | Mejor colaboración        | Ganador   | [ 110 ] |

## Lista de canciones y formatos
| Descarga digital, streaming (Versión en coreano) |            |          |  |
| N.º                                              | Título     | Duración |  |
| 1.                                               | «Mic Drop» | 3:57     |  |

| Descarga digital, streaming (Remix) |                                               |          |  |
| N.º                                 | Título                                        | Duración |  |
| 1.                                  | «Mic Drop (Steve Aoki remix)» (con Desiigner) | 3:58     |  |

| Descarga digital, Edición CD regular (Versión en japonés) |                |          |  |
| N.º                                                       | Título         | Duración |  |
| 1.                                                        | «Mic Drop»     | 3:58     |  |
| 2.                                                        | «DNA»          | 3:44     |  |
| 3.                                                        | «Crystal Snow» | 5:22     |  |

| Edición limitada A (CD + DVD) (Versión en japonés) |                                            |          |  |
| N.º                                                | Título                                     | Duración |  |
| 1.                                                 | «Mic Drop»                                 | 3:58     |  |
| 2.                                                 | «DNA»                                      | 3:44     |  |
| 3.                                                 | «Crystal Snow»                             | 5:22     |  |
| 4.                                                 | «Mic Drop» (video musical)                 |          |  |
| 5.                                                 | «Mic Drop» (video musical - dance version) |          |  |

| Edición limitada B (CD + DVD) (Versión en japonés) |                                      |          |  |
| N.º                                                | Título                               | Duración |  |
| 1.                                                 | «Mic Drop»                           | 3:58     |  |
| 2.                                                 | «DNA»                                | 3:44     |  |
| 3.                                                 | «Crystal Snow»                       | 5:22     |  |
| 4.                                                 | «Mic Drop» (making of music video)   |          |  |
| 5.                                                 | «Mic Drop» (making of jacket photos) |          |  |

| Edición limitada C (CD + Booklet) (Versión en japonés) |                |          |  |
| N.º                                                    | Título         | Duración |  |
| 1.                                                     | «Mic Drop»     | 3:58     |  |
| 2.                                                     | «DNA»          | 3:44     |  |
| 3.                                                     | «Crystal Snow» | 5:22     |  |

## Posicionamiento en listas
| Listas (2017-18)                                    | Mejor posición |
| --------------------------------------------------- | -------------- |
| Alemania (Official German Charts)                   | 71             |
| Australia (ARIA)                                    | 50             |
| Austria (Ö3 Austria Top 40)                         | 46             |
| Canadá (Hot 100)                                    | 37             |
| Canadá (Billboard CHR/Top 40)                       | 44             |
| Corea del Sur (Gaon)                                | 39             |
| Escocia (The Official Charts Company)               | 26             |
| Estados Unidos (Billboard Hot 100)                  | 28             |
| Estados Unidos (Dance/Mix Show Airplay)             | 37             |
| Estados Unidos (Mainstream Top 40)                  | 25             |
| Estados Unidos (Rhythmic)                           | 40             |
| Estados Unidos (Billboard World Digital Song Sales) | 1              |
| Finlandia (Billboard Digital Song Sales)            | 1              |
| Francia (SNEP)                                      | 33             |
| Hungría (Single Top 40)                             | 7              |
| Irlanda (IRMA)                                      | 98             |
| Malasia (RIM)                                       | 5              |
| México (Mexico Ingles Airplay)                      | 49             |
| Nueva Zelanda (RMNZ Heatseekers)                    | 1              |
| Países Bajos (Single Tip)                           | 20             |
| Reino Unido (UK Independent Singles)                | 6              |
| Reino Unido (UK Singles)                            | 46             |
| Suecia (Sverigetopplistan)                          | 8              |
| Suiza (Schweizer Hitparade)                         | 76             |

| Listas (2017)                                       | Mejor posición |
| --------------------------------------------------- | -------------- |
| Corea del Sur (Gaon)                                | 17             |
| Corea del Sur (Billboard Hot 100)                   | 6              |
| Estados Unidos (Billboard World Digital Song Sales) | 7              |
| Filipinas (Philippine Hot 100)                      | 13             |

| Listas (2017)         | Mejor posición |
| --------------------- | -------------- |
| Japón (Japan Hot 100) | 1              |
| Japón (Oricon)        | 1              |

| Lista                 | Mejor posición |      |      |      |      |      |      |      |      |
| 2017                  | 2017           | 2017 | 2017 | 2017 | 2017 | 2017 | 2017 | 2017 | 2017 |
| --------------------- | -------------- | ---- | ---- | ---- | ---- | ---- | ---- | ---- | ---- |
| Japón (Oricon)        | 13             |      |      |      |      |      |      |      |      |
| 2018                  |                |      |      |      |      |      |      |      |      |
| Japón (Japan Hot 100) | 28             |      |      |      |      |      |      |      |      |

## Certificaciones y ventas
| Australia (ARIA)      | Oro        | 35 000     |
| Corea del Sur         | —          | 337 136    |
| Corea del Sur         | —          | 80 550     |
| Estados Unidos (RIAA) | Platino    | 1 000 000  |
| Japón (RIAJ)          | 2× Platino | 500 000    |
| Reino Unido (BPI)     | Plata      | 200 000    |
| Streaming             |            |            |
| Japón (RIAJ)          | Plata      | 30 000 000 |

## Créditos y personal
| Créditos adaptados de las notas de álbum de Love Yourself: Her. - BTS: voces principales - «Hitman» Bang: composición - Jungkook: coro - KASS: voces grupales - RM: composición, voces grupales - J-Hope: composición, voces grupales - Supreme Boi: arreglo vocal, coro, voces grupales, producción, ingeniería de grabación - Pdogg: arreglo vocal y de rap, voces grupales, sintetizador, teclado, producción, ingeniería de grabación - Jaycen Joshua: ingeniería de mezcla | Créditos adaptados de Melon. - BTS: voces principales - Desiigner: voz adicional, composición - Steve Aoki: producción, teclado, sintetizador - Pdogg: producción adicional, sintetizador, voces grupales, arreglo de rap, ingeniería de grabación - Supreme Boi: composición, coro, voces grupales, arreglo vocal, ingeniería de grabación - «Hitman» Bang: composición - J-Hope: composición - RM: composición - Tayla Parx: composición - Flowsik: composición - Shae Jacobs: composición - Jungkook: coro - DOCSKIM: voces grupales - Hiss noise: voces grupales - Jaycen Joshua: ingeniería de mezcla - David Nakaj: asistente de ingeniería de mezcla - Ben Milchev: asistente de ingeniería de mezcla - Randy Merrill: masterización |

## Historial de lanzamiento
| País           | Fecha                    | Formato                       | Versión    | Sello                 | Ref.    |
| -------------- | ------------------------ | ----------------------------- | ---------- | --------------------- | ------- |
| Varios         | 18 de septiembre de 2017 | Descarga digital streaming    | Original   | Big Hit               | [ 111 ] |
| Varios         | 24 de noviembre de 2017  | Descarga digital streaming    | Remezcla   | Big Hit               | [ 4 ]   |
| Estados Unidos | 5 de diciembre de 2017   | Hit contemporáneo de la radio | Remezcla   | Big Hit RED Music     | [ 6 ]   |
| Japón          | 6 de diciembre de 2017   | Sencillo en CD                | En japonés | Universal Music Japan | [ 112 ] |
| Japón          | 6 de diciembre de 2017   | CD + DVD                      | En japonés | Universal Music Japan | [ 113 ] |
| Japón          | 6 de diciembre de 2017   | CD + Booklet                  | En japonés | Universal Music Japan | [ 115 ] |
| Varios         | 6 de diciembre de 2017   | Descarga digital streaming    | En japonés | Universal Music Japan | [ 10 ]  |